# Prisco de Capua
Prisco (f. siglo I) tradicionalmente considerado el primer obispo de la antigua Capua, fue un mártir cristiano; es venerado como santo por la Iglesia Católica.

## Hagiografía
Según una tradición derivada del martirologio de Adonis de Vienne (siglo IX), que parece apoyar el cardenal Alfonso Capecelatro, arzobispo de Capua, la casa de Prisco habría sido el lugar donde tuvo lugar la Última Cena. Pietro de 'Natali (siglo XIV) fue el primero en hablar de ello, y por eso citó declaraciones del Papa Dámaso I. En las obras del Papa, sin embargo, esta declaración no se encuentra. El mismo autor indica que Prisco habría ido a Antioquía siguiendo a Pedro para realizar obras de evangelización, instalándose finalmente como predicador en Capua durante unos veinte años. Esta tradición, además, se relata en el "Acta Atinensis Ecclesiae" donde, hablando de Pedro y sus discípulos que llegaron a Roma desde Antioquía, se dice que el príncipe de los apóstoles pasó por Nápoles donde consagró al obispo Aspreno y por Capua donde dejó al obispo Prisco. Pero el Acta, compuesto por un anónimo en el siglo XIII, no es del todo fiable, ya que es una obra tardía escrita más para revitalizar la devoción popular que con fines históricos.
Otro tratamiento importante sobre el santo lo escribió Francesco Granata, obispo de Sessa, según el cual el Prisco consiguió la destrucción del templo de Diana Tifatina y tuvo dos discípulos, en particular Sinoto, que habría sido su  sucesor. De nuevo, según Granata, el santo fue el primero en tener la llamada iglesia "Grotta" (un refugio en el subsuelo, tal vez catacumba), que más tarde se llamaría Santa Maria Maggiore o Santa Maria di Capua.
Y fue precisamente esta confusión entre leyenda y tradición lo que convenció a los historiadores modernos de la inexistencia histórica de un proto-obispo Prisco de Capua. Dado que no hay pruebas fehacientes de la existencia de un Prisco capuano, los estudiosos (Delehaye, Lanzoni, Jadin y Bourque) han identificado al santo celebrado el 9 de mayo con Prisco de Nocera, expresamente mencionado por Paulino de Nola en uno de sus poemas.

## Veneración
Del martirologio romano: "En Capua en la Via Aquaria en Campania, San Prisco, mártir".
Martirizado justo en Capua, su tumba fue venerada en sus inicios clandestinamente, luego cesó la persecución, se erigió una iglesia en sus inmediaciones y se construyó el pueblo de San Prisco. A principios del siglo XVIII los restos de Prisco (salvados por Matrona de Capua en 506) fueron trasladados a la catedral de Capua. Según algunas versiones fue el arzobispo Niccolò Caracciolo quien identificó los restos recogidos en un ataúd de estilo árabe-bizantino del siglo XIII en 1712.